# Pietro Dal Pozzo
Pietro Dal Pozzo (Ponte di Piave, 2 settembre 1898 – Treviso, 11 aprile 1979) è stato un partigiano e politico italiano.

## Biografia
Militare nella prima guerra mondiale, viene ferito nella Battaglia di Caporetto, nel 1917. Nel 1921 si iscrive al Partito Comunista d'Italia appena formato. Partecipa alla guerra di Spagna nelle brigate internazionali. Imprigionato nell'Isola di Ventotene fino al 1943, rilasciato si aggrega al movimento di Resistenza. Al termine del conflitto è nominato dal Comitato di Liberazione Nazionale primo sindaco di Treviso libera, in sostituzione del designato Vittorio Ghidetti ammalatosi di tifo. Nel 1948 viene eletto alla Camera dei deputati nella I Legislatura.